# Col·legi Bosch
L'antic Convent de les Germanes Dominiques avui dia Col·legi Bosch és un conjunt arquitectònic a la vila de Begues (Baix Llobregat) la capella del qual està catalogada a l'Inventari del Patrimoni Arquitectònic de Catalunya.
Església de planta rectangular, amb coberta a dues vessants, connectada amb el convent per una galeria correguda coberta. La porta d'accés presenta semi columnes, capitells, timpà amb la imatge del Sagrat Cor de Jesús. Finestres d'arc ogival, traceria i vidres emplomats. Grans contraforts i petita sagristia en el lloc de l'absis. El conjunt de façanes són arrebossades simulant aparell romà. Aquesta església és inclosa en el conjunt de la Fundació Teodor Bosch.
Edifici aïllat de planta quadrada, planta baixa i pis. Té tres cossos que sobresurten a cadascuna de les façanes amb un pis més d'alçada. La façana sud-est té una composició diferent. En l'eix dels vessants hi ha una torre mirador octogonal. L'habitatge, amb un cert aire noucentista, té obertures amb arc carpanell, cartel·les, simulació d'aplacat de pedra repartit entre els buits de façana, terrassa i galeria amb balustrada de pedra artificial. La família Bosch va fer construir, a finals del segle xix, el conjunt format per l'habitatge, la capella, els habitatges dels porters i cotxeres. Els propietaris van fundar la Fundació Teodor Bosch i en feren donació. Des de l'any 1923 és la residència de la Comunitat de Germanes Dominiques de la Mercè.